# Andreas Kaufmann (Unternehmer)

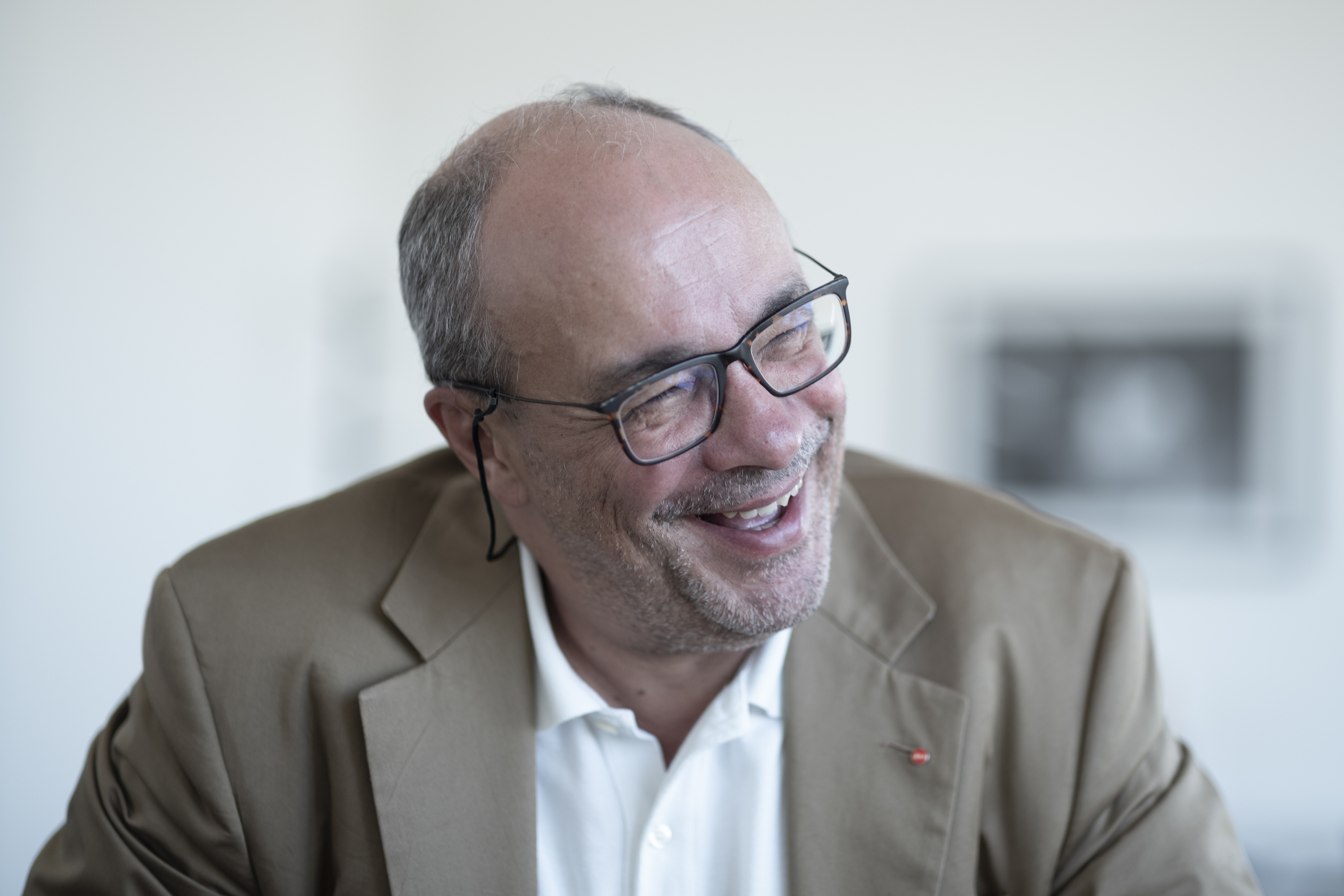
Andreas Kaufmann (2019)

Andreas Kaufmann (* 5. Oktober 1953 in Mannheim) ist ein österreichischer Unternehmer. Er ist Aufsichtsratsvorsitzender der Leica Camera AG.

## Leben und Wirken
Andreas Kaufmann entstammt einer wohlhabenden österreichischen Unternehmerfamilie. Er wuchs mit seinen beiden Brüdern Christian und Michael in Schwäbisch Gmünd auf. Er studierte  Literatur, Geschichte sowie Politikwissenschaft an der Universität Stuttgart und wurde im Jahre 1991 mit einer Schrift über die Vorgeschichte und Entstehung des Laienspiels und die frühe Geschichte der Laienspielbewegung zum Dr. phil. promoviert. Im Anschluss an sein Studium war Kaufmann bis 2000 als Oberstufenlehrer für Geschichte, Gesellschaftskunde und Deutsch an der Freien Waldorfschule Filstal in Göppingen tätig.
Vor ihrem Tod im Jahre 1998 hatte die Tante und Papierindustrielle Harriet Hartmann (Frantschach AG) die Neffen Andreas, Christian und Michael Kaufmann adoptiert. Die Erblasserin hinterließ ein Vermögen von etwa 1,5 Milliarden Euro. Mit dem Kapital gründeten die drei Brüder 2002 die Beteiligungsgesellschaft ACM Projektentwicklung GmbH mit Andreas Kaufmann als Geschäftsführer. Er übernahm mit der Beteiligungsgesellschaft 2004 zunächst 27,2 Prozent der Aktien der Leica Camera AG aus Solms und wurde 2005 auch Aufsichtsratsvorsitzender des Unternehmens. 2006 wurde er schließlich mit 96,5 Prozent der Aktien Mehrheitseigentümer. Kaufmann investierte bei Leica und führte eine Restrukturierung durch. Zwischen Februar 2008 und März 2009 war er selbst Vorstandsvorsitzender der Leica Camera AG. Seitdem ist er erneut Aufsichtsratsvorsitzender von Leica. Unter seiner Ägide konnte das Unternehmen wieder Gewinn erzielen, Innovationen auf den Markt bringen sowie 2014 mit der Leica-Welt einen neuen Unternehmenssitz in Wetzlar beziehen.
Andreas Kaufmann ist mit Karin Rehn-Kaufmann (* 1957) verheiratet und hat drei Kinder, dadurch ist Götz Rehn sein Schwager. Seit 2002 lebt er mit seiner Familie in Salzburg.

## Auszeichnungen
- 24. Februar 2015: Hessischer Verdienstorden für das unternehmerische Engagement und die Verdienste um die Stadt Wetzlar[5]
- 20. Juni 2017: Deutscher Gründerpreis (Sonderpreis)[6]
- 2020: Verdienstorden der Bundesrepublik Deutschland 1. Klasse[7]